# 鄭朔
鄭朔，廣東潮州府海阳县人，明朝政治人物，同进士出身。

## 生平
成化十六年（1480年）庚子科廣東鄉試舉人。成化二十年（1484年）甲辰科进士，授禮部主事。